# Pere Antoni Beuter

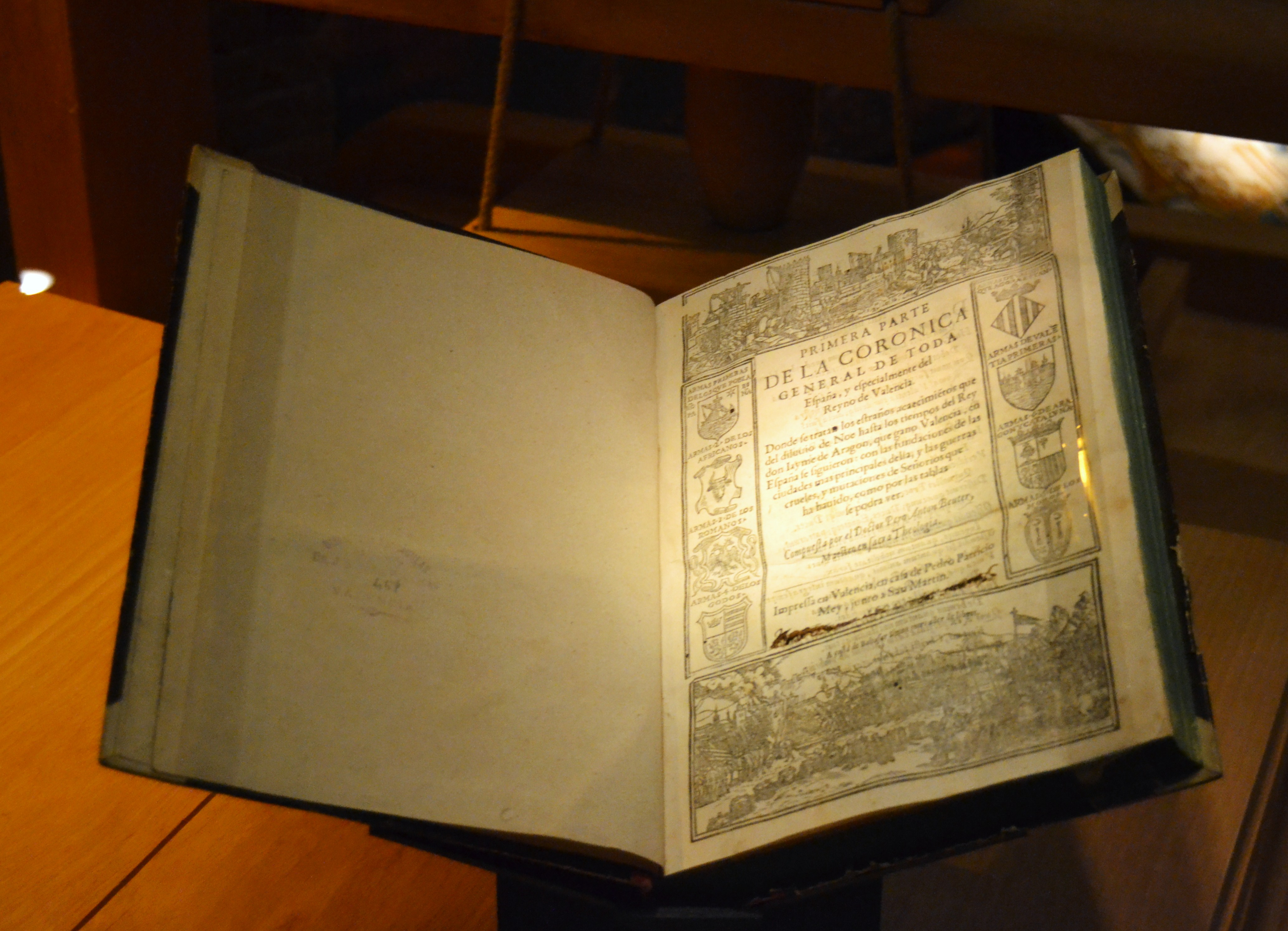
Primera part de la Coronica General de toda españa, y especialmente del Reyno de Valencia, 1604, museu d'Història de València.

Pere Antoni Beuter (València, 1490/95 - València, 1554) fou un historiador i exegeta valencià.
D'origen alemany, fou capellà de l'arquebisbe alemany Erard de la Mark, a qui dedicà el tractat Caerimoniae ad Missam (1527) i un Iudicium in confessiones sacerdotum (1532).
A la Universitat de València va estudiar Humanitats i des de 1528 estigué lligat a la seu eclesiàstica valentina. Les seues principals obres foren historiogràfiques, entre les quals destaca la Primera part de la història de València de 1538 on tracta el tema de la fundació de València, amb tot lo discurs fins al temps que l'ínclit rei don Jaume la conquistà. Davant l'èxit d'aquesta crònica, la publicà en castellà el 1550 i en italià el 1556.
Igual que feu el cronista valencià coetani Martí de Viciana, davant la progressiva castellanització de les classes urbanes dirigents de València, la segona part de l'obra de Beuter fou redactada només en castellà i publicada el 1550 sota el nom Segunda parte de la crónica general de España. La tercera part de la crònica continua sent inèdita, per tal com encara no s'ha trobat.
El 1540 fou destinat a Roma on fou nomenat predicador apostòlic pel papa Pau III. De tornada a València, fou rector de la càtedra d'Escriptures Sacres i Antic Testament a la Universitat de València. Publicà Annotationes decem ad Sacram Scripturam (1547), amb certa influència de l'erasmisme. Deixà inèdita la seua última obra De feriis et diebus festis Iudeorum.

## Obres
- Primera part de la història de València
- Segunda parte de la crónica general de España
- Caerimoniae ad Missam
- Annotaciones decem ad sacram scripturam
- Judicium in confessiones sacerdotum
- La Llegenda de les quatre barres de sang